# ダファリン郡
ダファリン郡（ダファリンぐん、英: Dufferin County）は、カナダのオンタリオ州中西部に位置する地方行政区のひとつ。
カナダの総督であった初代ダファリン伯爵フレデリック・ハミルトン＝テンプル＝ブラックウッド（後の初代ダファリン・アンド・エヴァ侯爵）にちなんで名付けられた。

## 主な都市
- オレンジビル （Orangeville）
- シェルバーン （Shelburne）
- モノ （Mono）